# 波斯氏線鮋
波斯氏線鮋，為輻鰭魚綱鮋形目鮋亞目真裸皮鮋科的其中一種，為亞熱帶海水魚，分布於西印度洋Saya de Malha bank海域，棲息深度143-230公尺，體長可達7.8公分，棲息在底層水域，生活習性不明。

## 扩展阅读
維基物種上的相關：波斯氏線鮋